# 1824
1824. је била проста година.

## Догађаји

### Фебруар
- 10. фебруар — Симон Боливар је проглашен за диктатора Перуа.

### Новембар
- 21. новембар — Митровска скупштина у Крагујевцу (1824)

### Децембар
- 9. децембар — У Перуанском рату за независност снаге јужноамеричког револуционара Симона Боливара поразиле шпанску армију у бици код Ајакуча што је било пресудно за стицање независности Перуа.

## Рођења

### Фебруар
- 29. фебруар — Стјепан Митров Љубиша, црногорски књижевник и политичар из Паштровића († 1878)

### Март
- 2. март — Беджих Сметана, чешки композитор и диригент, творац чешке националне опере († 1884)
- 2. март — Константин Ушински, руски педагог, оснивач педагошке науке у Русији († 1871)
- 9. март — Лиланд Станфорд, амерички тајкун, индустријалаца, политичар и оснивач Универзитета Станфорд († 1893)
- 12. март — Густаф Кирхоф, немачки физичар († 1887)
- 28. март — Бранко Радичевић, српски романтичарски песник († 1853)

### Април
- 1. април — Јосип Торбар, хрватски природњак, педагог и политичар († 1900)

### Мај
- 5. мај — Владимир Јакшић, српски метеоролог, оснивач прве мреже метеоролошких станица у Србији († 1899)
- 10. мај — Жан-Леон Жером, француски сликар жанр сликарства и академског неокласицизма († 1904)
- 10. мај — Милош Миле Димитријевић, српски правник, политичар и председник Матице српске († 1896)
- 16. мај — Миливоје Блазнавац, српски генерал и политичар († 1873)
- 16. мај — Ливи П. Мортон, амерички политичар, потпредседник САД од 1889. до 1893. († 1920)
- 23. мај — Емброуз Бернсајд, генерал војске САД († 1881)

### Јун
- 26. јун — Вилијам Келвин (William Thomson Baron Kelvin) енглески физичар († 1907)

### Јул
- 27. јул — Александар Дима Син, француски писац и драматург, најпознатији по роману Дама с камелијама († 1895)

### Август
- 8. август — Марија Александровна, супруга руског императора Александра II († 1880)
- 15. август — Јован Илић, српски књижевник, министар правде и државни саветник († 1901)

### Септембар
- 4. септембар — Јозеф Антон Брукнер, аустријски композитор († 1896)

### Децембар
- 22. децембар — Никола Крестић, српски адвокат и политичар († 1887).

## Смрти

### Август
- 23. новембар — Фјодор Алексејев, руски сликар (*око 1753)